# Une si longue nuit (roman)
Pour les articles homonymes, voir Une si longue nuit.
Une si longue nuit est un roman de suspense et de thriller de Mary Higgins Clark paru en 1998.